# Maur Dantine
Maur Dantine (Couvin, 1º aprile 1688 – Parigi, 3 novembre 1746) è stato un religioso belga, benedettino della Congregazione di San Mauro, considerato tra i fondatori della cronologia, intesa come scienza dell'organizzazione degli eventi storici in base alla loro successione nel tempo.

## Biografia
Come molti membri della sua congregazione fu uno dei cosiddetti Appellanti che nel 1713 non accettarono la Bolla Unigenitus, ma si appellarono a un concilio generale. Morì a Parigi il 3 novembre 1746.

## Opere
Il merito principale di Dantine è il lavoro svolto nell'ambito della cronologia; egli può, in realtà, essere definito uno dei fondatori di questo ramo della storia, per il progetto accuratamente elaborato da lui elaborato per la grande pubblicazione L'Art de vérifier les dates historiques, des chartes, des chroniques et autres monuments, depuis la naissance de J.-C. (in italiano e brevemente L'arte di verificare le date). Svolse la maggior parte del lavoro preparatorio per questa pubblicazione, costruendo tavole cronologiche più esatte che in passato e introducendo un metodo migliore per il calcolo delle date storiche. A causa di una malattia, non poté continuare il suoo lavoro e fu costretto a lasciarne il completamento ad altri membri del suo ordine, tra i quali il suo principale successore fu Charles Clémencet.
Si dedicò anche agli studi linguistici e in seguito a questi pubblicò una traduzione commentata dei Salmi dal titolo Les psaumes traduits sur l'hébreu avec des notes (Parigi, 1739). Quest'opera attirò tanta attenzione che nello stesso anno si rese necessaria una seconda edizione, e l'anno successivo una terza.
In collaborazione con Pierre Carpentier preparò una nuova edizione del grande lessico pubblicato originariamente nel 1678 da Du Cange, e poi continuato dai mauristi, il cui primo editore benedettino fu Claude Guesnié, seguito da Nicolas Toustain e Louis Le Pelletier.
L'edizione di Dantine e Carpentier, grande la metà di quella di Du Cange, apparve in sei volumi a Parigi, 1733-36, con il titolo Glossarium ad scriptores mediæ et infimæ latinitatis, editio locupletior opera et studio monachorum O.S.B.